# Erna Sander
Erna Sander (* 30. Juni 1914 in Hamburg; † 30. November 1991 ebenda) war eine deutsche Kostümbildnerin.

## Leben
Die Tochter der Schwimmerin Louise Otto emigrierte nach der Machtergreifung der Nationalsozialisten und ließ sich an ihren Aufenthaltsorten Wien, Prag und Paris zur Näherin und Kostümbildnerin ausbilden. In Paris heiratete sie den Produzenten Walter Koppel. Sie wurde beim Flugblattverteilen in Paris von der Gestapo verhaftet und anschließend ins Gefängnis Fuhlsbüttel verbracht.
Nach Kriegsende arbeitete sie in Hamburg als Kostümbildnerin für das Flora-Theater und heiratete 1947 den Filmproduzenten Gyula Trebitsch. Während der 1950er Jahre entwarf sie für zahlreiche Filme von Trebitschs Real-Film die Kostüme. Sie war die Mutter der Fernsehproduzenten Katharina Trebitsch und Markus Trebitsch.

## Filmografie
- 1949: Die letzte Nacht
- 1949: Schicksal aus zweiter Hand
- 1949: Kätchen für alles
- 1949: Gefährliche Gäste
- 1949: Derby
- 1950: Gabriela
- 1950: Des Lebens Überfluß
- 1950: Absender unbekannt
- 1950: Mädchen mit Beziehungen
- 1950: Der Schatten des Herrn Monitor
- 1950: Lockende Gefahr
- 1951: Kommen Sie am Ersten
- 1951: Engel im Abendkleid
- 1951: Weh’ dem, der liebt!
- 1951: Schön muß man sein
- 1952: Toxi
- 1952: Die Stimme des Anderen
- 1954: Columbus entdeckt Krähwinkel
- 1954: Die Stadt ist voller Geheimnisse
- 1955: Zwei blaue Augen
- 1955: Unternehmen Schlafsack
- 1955: Des Teufels General
- 1956: Der Hauptmann von Köpenick
- 1956: Ich und meine Schwiegersöhne
- 1956: Die Ehe des Dr. med. Danwitz
- 1956: Skandal um Dr. Vlimmen
- 1956: Drei Birken auf der Heide
- 1956: Ein Herz kehrt heim
- 1957: Die Zürcher Verlobung
- 1957: Glücksritter
- 1957: Das Herz von St. Pauli
- 1957: Nachts im Grünen Kakadu
- 1958: Bühne frei für Marika
- 1958: Dr. Crippen lebt
- 1958: 13 kleine Esel und der Sonnenhof (Dreizehn alte Esel)
- 1958: Das Mädchen vom Moorhof
- 1958: Der Schinderhannes
- 1959: Frau im besten Mannesalter
- 1959: Der Rest ist Schweigen
- 1960: Als geheilt entlassen
- 1960: Die Frau am dunklen Fenster
- 1960: Pension Schöller